# Вулиця Симона Петлюри (Полтава)
Вулиця Симона Петлюри — одна з вулиць Київського району Полтави. З'єднує вулицю Соборності з Огнівською перетинаючи вулиці Капітана Володимира Кісельова, Юліана Матвійчука, провулок братів Шеметів, вулиці Шевченка, Михайла Фусіна, Коцюбинського, Мироненка та Олеся Гончара. Довжина вулиці — 2,35 км.

## Назва
Історична назва — вулиця Костянтинівська, з 40-х pp. XX ст. — вулиця Артема, з 20.05.2016 р. — сучасна назва.